# Johann Adolf von Metsch

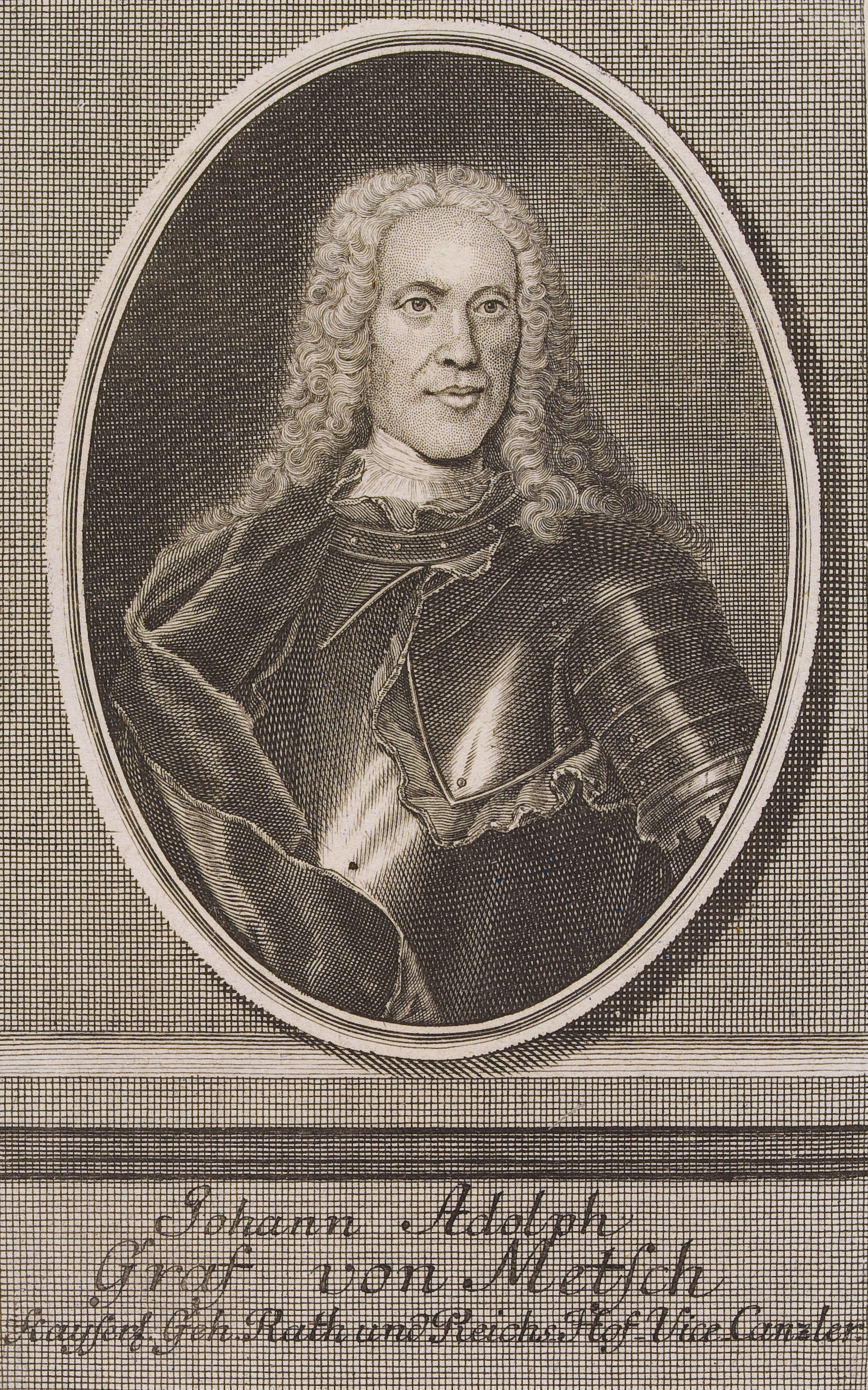
Johann Adolf von Metsch

Johann Adolf von Metsch, seit 1703 Graf von Metsch, (* 10. November 1672 in Polenzko; † 28. November 1740 in Wien) war Reichsvizekanzler des Heiligen Römischen Reiches.

## Leben
Er war Sohn des Johann Ernst Metsch (1629–1710), 1699 Freiherr, 1703 Graf, Landrat und Unterdirektor des Fürstentums Anhalt. Unklar ist, inwieweit ein Zusammenhang mit dem alten sächsischen Adelsgeschlecht Metzsch besteht.
Er studierte Rechtswissenschaften in Leipzig und trat danach zunächst in Ansbacher, dann in kaiserliche Dienste. Im Jahr 1708 heiratete er Ernestine von Aufseß. Er konvertierte zum Katholizismus.
Metsch wurde 1719 Gesandter beim Niedersächsischen Reichskreis. Im Jahr 1729 wurde er Vizepräsident des Reichshofrates. In den Jahren 1729 bis 1731 vertrat er auch den Reichsvizekanzler Friedrich Karl von Schönborn-Buchheim, der in seinem Hochstift Würzburg weilte. Im Jahr 1734 wurde Metsch dessen Nachfolger als Reichsvizekanzler. Drei Jahre später wurde ihm Rudolph Joseph von Colloredo als Substitut beigeordnet. Letzterem wurde auch das Recht der Nachfolge eingeräumt. Metsch starb 1740 kurz nach dem Tod des Kaisers Karl VI. Durch die Wahl von Karl VII. aus dem Haus Wittelsbach wurde zunächst Johann Georg von Königsfeld Reichsvizekanzler.
Er hatte keine männlichen Nachkommen. Seine Tochter Carolina hatte 1728 den Staats- und Konferenzminister Johann Joseph Fürst von Khevenhüller geheiratet. Seit 1751 nennt sich die Familie Khevenhüller-Metsch.